# Minami-ku (Sagamihara)
Pour les articles homonymes, voir Minami-ku (homonymie).
Minami (南区, Minami-ku) est l'un des trois arrondissements de la ville de Sagamihara, dans la préfecture de Kanagawa au Japon. Il est situé au sud-est de la ville.
En 2016, sa population est de 277 160 habitants pour une superficie de 38,11 km2, ce qui fait une densité de population de 7 270 hab./km2.

## Histoire
L'arrondissement a été créé le 1er avril 2010 lorsque Sagamihara est devenue une ville désignée par ordonnance gouvernementale.

## Transport publics
L'arrondissement est desservi par les lignes Yokohama et Sagami de la compagnie JR East, ainsi que par les lignes Odawara et Enoshima de la compagnie Odakyū.